# Metopium venosum
Metopium venosum là một loài thực vật có hoa trong họ Đào lộn hột. Loài này được (Griseb.) Engl. mô tả khoa học đầu tiên năm 1883.